# Edmond Albius
Edmond Albius fou un esclau de la Reunió, que treballava com jardiner en una plantació, on va aprendre del seu mestre Bellier la fecundació artificial de la carabassa Joffiat i va tenir la idea de fecundar la vainilla unint els òrgans mascle i femella de la vainilla el 1861.
Edmond Albius va enriquir una part dels colons de la Reunió i després, els colons de Madagascar i de Les Comores. Mai els "avanilladors" de l'època (ni d'avui), excepte una minoria, van tornar a conèixer el descobriment d'Edmond Albius, fins i tot alguns van intentar atribuir-lo als blancs.

## La revol·lució de la pol·linització
Durant la seva tasca en les plantacions de vainilla en l'Illa de la Reunió a l'Oceà Índic, va idear un nou mètode pràctic per a dur a terme la pol·linització manual, ja que les flors de vainilla necessiten dels seus po·linitzadors naturals i en absència d'aquests, altres mètodes s'han d'emprar per així poder obtenir la beina i conseqüentment, el seu condiment de vainilla. El mètode es basava en l'ús d'un pal de bambú, fent així, la pol·linització de les plantes de vainilla més eficient. Aquest fet, va suposar un abans i un després en la tasca de cultiu, ja que va permetre la producció comercial de vainilla. Gràcies a aquest nou mètode, els francesos van estendre el conreu de vainilla a d'altres illes en l'Oceà Índic, Índies Orientals i Occidentals i a la Oceania Francesa. Això va repercutir en una gran producció controlada en gran manera pels francesos, els quals eren els responsables de les tres quartes parts de les beines de vainilla produïdes. L'èxit va ser tant prosper que a la dècada del 1890, la vainilla es conreava en territoris com: Java, Tahití, Madagascar, les Seychelles, les Comores, Illes Maurici i altres regions del tròpic.